# Farvagny
Farvagny é uma comuna da Suíça, no Cantão Friburgo, com cerca de 1.848 habitantes. Estende-se por uma área de 10,03 km², de densidade populacional de 184 hab/km². Confina com as seguintes comunas: Autigny, Corpataux-Magnedens, Cottens, Hauterive, Le Glèbe, Pont-en-Ogoz, Rossens, Vuisternens-en-Ogoz.
A língua oficial nesta comuna é o Francês.